# Henry (cratera lunar)
Henry é uma cratera lunar que se localiza a noroeste da cratera maior Cavendish, na parte sudeste do lado próximo da Lua. Com menos de metade do diâmetro, fica a noroeste uma cratera de formato semelhante, a Henry Frères, chamada assim em homenagem aos irmãos Paul e Prosper Henry.
A borda externa de Henry sofreu alguma erosão de imapcto, particularmente no sul e sudeste, onde é it is cobera por um par de pequenas crateras. A antiga cratera se localiza ao longo da parede interna e em parte do solo interno, com um alto espinhaço para o norte. A borda tem uma saliência leve para fora entre essas duas depressões, e há pequenas saliências externas para norte e nordeste.O solo interno é relativamente monótono, com um albedo que liga ao relevo Relevo (geografia) ao redor. Uma estrutura raiada de Byrgius A, uma cratera satélite de Byrgius, cruza a metade norte da cratera de oeste a leste-nordeste.

## Crateras Satélite
Por  convenção essas formações são identificadas em mapas lunares por posicionamento da letra no local do ponto médio da cratera que é mais próximo de Henry.
| Henry | Latitude | Longitude | Diâmetro |
| ----- | -------- | --------- | -------- |
| A     | 24.5° S  | 57.1° W   | 8 km     |
| B     | 24.3° S  | 56.3° W   | 5 km     |
| D     | 24.9° S  | 59.1° W   | 7 km     |
| J     | 22.8° S  | 55.4° W   | 5 km     |
| K     | 23.2° S  | 55.5° W   | 6 km     |
| L     | 25.5° S  | 57.4° W   | 6 km     |
| M     | 25.8° S  | 57.6° W   | 13 km    |
| N     | 26.1° S  | 58.3° W   | 9 km     |
| P     | 25.8° S  | 59.0° W   | 6 km     |

### Obras em língua portuguesa
- Freitas Mourão, Ronaldo Rogério de (2008). Dicionário Enciclopédico de Astronomia e Astronáutica. Lexicon. ISBN 9788586368356

### Obras em língua inglesa
- Andersson, L. E.; Whitaker, E. A., (1982). NASA Catalogue of Lunar Nomenclature. [S.l.]: NASA RP-1097
- Blue, Jennifer (25 de julho de 2007). «Gazetteer of Planetary Nomenclature». USGS. Consultado em 5 de agosto de 2007
- B. Bussey; P. Spudis (2004). The Clementine Atlas of the Moon. New York: Cambridge University Press. ISBN 0-521-81528-2
- Cocks, Elijah E.; Cocks, Josiah C. (1995). Who's Who on the Moon: A Biographical Dictionary of Lunar Nomenclature. [S.l.]: Tudor Publishers. ISBN 0-936389-27-3
- McDowell, Jonathan (15 de julho de 2007). Lunar Nomenclature (Relatório). Jonathan's Space Report. Consultado em 24 de outubro de 2007
- Menzel, D. H.; Minnaert, M.; Levin, B.; Dollfus, A.; Bell, B. (1971). «Report on Lunar Nomenclature by The Working Group of Commission 17 of the IAU». Space Science Reviews. 12. 136 páginas
- Moore, Patrick (2001). On the Moon. [S.l.]: Sterling Publishing Co. ISBN 0-304-35469-4
- Price, Fred W. (1988). The Moon Observer's Handbook. [S.l.]: Cambridge University Press. ISBN 0521335000
- Rükl, Antonín (1990). Atlas of the Moon. [S.l.]: Kalmbach Books. ISBN 0-913135-17-8
- Webb, Rev. T. W. (1962). Celestial Objects for Common Telescopes 6th revision ed. [S.l.]: Dover. ISBN 0-486-20917-2
- Whitaker, Ewen A. (1999). Mapping and Naming the Moon. [S.l.]: Cambridge University Press. ISBN 0-521-62248-4
- Wlasuk, Peter T. (2000). Observing the Moon. [S.l.]: Springer. ISBN 1852331933